# 龍王の滝
龍王の滝（りゅうおうのたき）は、高知県長岡郡大豊町佐賀山にある滝。日本の滝百選、高知県の名水40選に選定されている。

## 概要
吉野川支流の南小川水系佐賀山川水域にある。梶ヶ森の7合目付近に位置する落差20メートルの滝で上部が小さく段になっている。川は梶ヶ森頂上付近より湧きだしている。

## 伝説
その昔、滝の下流部にある佐賀山集落の一軒の家に、ある夜、美しい娘が一夜の宿を請うた。家の主人は快諾した。娘は「私が休んだら体に水を掛けて下さい」と願った。不審に思った主人は娘が就寝した頃、襖の間から座敷を覗くと大蛇がとぐろを巻いていた。翌朝、娘は宿の礼を述べて立ち去った。主人はどこの大蛇かとそっと跡をつけて行った。すると、龍王の滝まで来ると滝壺に静かに身を沈めていった。その後、主人は大病を患い寝たきりになったという。この滝には大蛇に化身した娘が住んでいると言われている。
また、梶ヶ森や滝の周辺には平安時代初期に若き日の空海が修行したという伝説も残されており、御影堂・定福寺奥の院がある。

## アクセス
- 車で高知自動車道大豊ICより約50分。梶ヶ森頂上に向かう林道の途中。駐車場あり。駐車場より徒歩約10分。

## 周辺情報
- 梶ヶ森
- 真名井の滝
- ゆとりすとパークおおとよ